# Sissu
Sissu, Sisu ou Khagling é uma aldeia no vale de Lahaul, distrito de Lahaul e Spiti, norte do estado do Himachal Pradexe, noroeste da Índia. Situa-se nas margens do rio Chandra, a 3 100−3 200 metros de altitude e por ela passa a estrada Manali–Leh. Encontra-se 85 km a norte de Manali, 33 km a noroeste do passo de Rohtang e 30 km a sudeste de Keylong.
A aldeia está rodeada de montanhas, bosques densos de salgueiros e choupos e socalcos cultivados de batatas, ervilhas, cevada e trigo-mourisco. O cume do Gyephang, com 5 870 metros de altitude, situado a leste de Sissu, é visível da aldeia. O nome da montanha deve-se ao divindade principal de Lahaul, o Senhor Gyephang (ou Ghepan), que tem um templo na aldeia, cujo acesso está vedado a forasteiros.
A principal atração turística são as quedas de água, conhecidas localmente com Palden Lhamo dhar, por vezes decritas como as mais espetaculares dos Himalaias. Nas imediações há diversas aldeias mais pequenas, como Ropsang, Khangsar, Gyungling, Gomathang, Yangling, Jadang, Sarkhang, Shurthang e Labrang. Nesta última há uma gompa (mosteiro budista tibetano) dedicada a Palden Lhamo, dharmapala considerada a principal protetora do Tibete.